# Ruská kinematografie

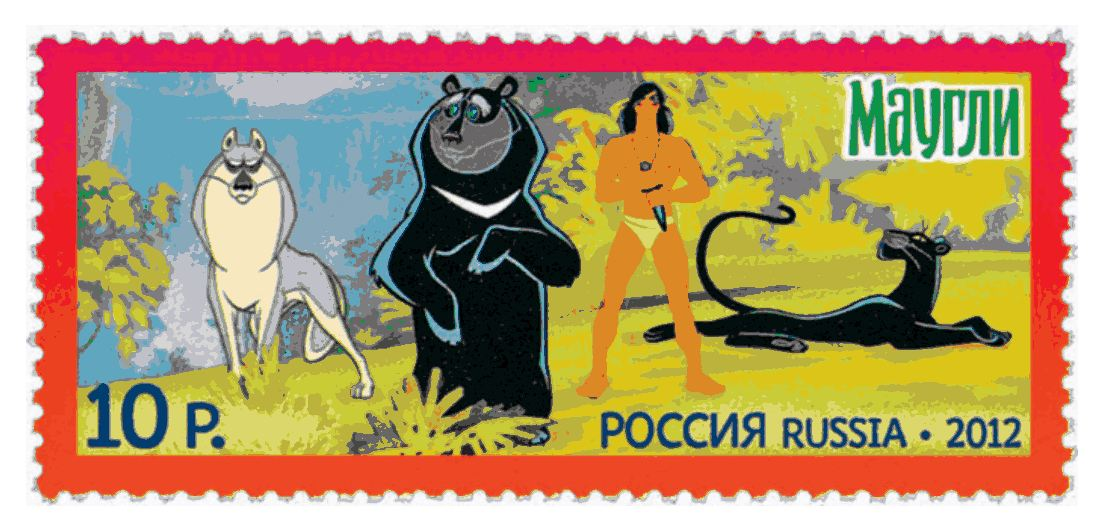
Mauglí na ruské známce

Ruská kinematografie je souhrnné označení pro filmy natočené v Rusku. 

## Historie
Ruská kinematografie se začala rozvíjet již v období imperálního Ruska a později pokračovala v Sovětském svazu. Za jeden z nejvýznamnějších snímků světové kinematografie je považován sovětský propagandistický němý film Křižník Potěmkin. 
Mezi další světově známé filmy patří: Jeřábi táhnou, Balada o vojákovi, komedie Eldara Rjazanova (Ironie osudu, Služební román) a Leonida Gajdaje a oskarový film Sergeje Bondarčuka Vojna a mír. 

## Animace
Studio Sojuzmultfilm zaměřené na animaci bylo vytvořeno ze tří malých a relativně nezávislých studií - Mosfilm, Sovkino a Mežrabpromfilm v roce 1936. Rychle se stalo největším studiem na animaci v SSSR, během své existence vytvořilo na 1530 animovaných filmů. Mezi nejznámější patří: Medvídek Pú (1969), Jen počkej, zajíci! (1969), Krokodýl Geňa (1971), Čeburaška (1971), Mauglí (1973), Ježek v mlze (1975) a Záhada třetí planety (1981). Animovaný film Stařec a moře podle románové předlohy Ernesta Hemingwaye, získal v roce 2000 Oscara v kategorii animovaný film. K nejúspěšnějším ruským animákům v poslední době patří: Aljoša Popovič a Tugarin Změj, Dobryňa Nikitič a tříhlavý drak, Malý Nosáček či Máša a medvěd.

## Film po revoluci
90. léta byla pro ruskou kinematografii obdobím krize, ale od počátku 21. století se začala produkce znovu vyplácet a došlo k jejímu velkému zvýšení. Prvním opravdovým blockbusterem se stal film Noční hlídka (2004) a jeho pokračování. Podle serveru Kinopoisk.ru jsou nejvýdělečnější ruské filmy: Stalingrad (2013), Ironie osudu 2 (2007), Vij (2014), Denní hlídka (2006), Admirál (2008), Noční hlídka (2004), Tři Bohatýři na dalekých březích (2012), Legenda 17 (2013) a Tajemný ostrov (2008), Náklad 200 (2007), 9. rota (2005), Ostrov (2006).